# Hilda Hilst
Hilda Hilst (Jaú, 21 d'abril de 1930 — Campinas, 4 de febrer de 2004) va ser una poeta, novel·lista, cronista i dramaturga brasilera. És considerada per la crítica com una de les escriptores més importants en llengua portuguesa del segle xx. La seva obra és coneguda principalment per una combinació singular de misticisme, erotisme, alliberació sexual i follia.

## Biografia
Hilda de Almeida Prado Hilst va ser l'única filla d'Apolônio de Almeida Prado Hilst, propietari d'una hisenda de cafè, periodista, poeta i assagista. La seva mare, Bedecilda Vaz Cardoso, era filla d'immigrants portuguesos i tenia un fill d'una parella anterior i, per aquesta raó, la família del pare, molt conservadora, no l'acceptava. El 1932, el matrimoni se separa i, en plena Revolució Constitucionalista de 1932, la mare d'Hilda Hilst es muda des de Jaú cap a Santos, amb l'autora i Ruy Vaz Cardoso, el seu hereu. El 1935, el pare de la poeta va ser diagnosticat d'esquizofrènia paranoide, però no va ser fin el 1937 que la seva mare li va revelar la malaltia del seu pare. El 1946 Hilst visita el seu pare, no es veien des de 1934; la visita va durar tres dies i la trobada li va resultar pertorbadora. Tot i així, la figura del seu pare va ser molt important per a la seva creació poètica i fins i tot va arribar a afirmar que per ell s'havia fet escriptora.
El 1937, Hilda Hilst va ingressar com a alumna interna al Col·legi Santa Marcelina, a São Paulo, on va cursar la primària i la secundària. Va ser considerada una alumna brillant i, gràcies a les històries de les monges, va arribar a sentir desitjos de convertir-se en santa. El 1945, va iniciar el batxillerat a l'Institut Presbiterià Mackenzie i del 1948 al 1952 va cursar els estudis de Dret a la Faculdade de Direito da Universidade de São Paulo. Va ser en aquesta època quan va conèixer la que serà la seva gran amiga, l'escriptora Lygia Fagundes Telles, a través de la qual coneixerà a un seguit de poetes, com per exemple Drummond de Andrade, que s'enamorarà d'ella.
El seu primer llibre, Presságio (1950) va ser rebut amb gran entusiasme pels poetes Jorge de Lima i Cecília Meireles, que també lloaran el seu segon llibre, Balada de Alzira, publicat l'any 1951, el mateix any que se li atorga la tutela del pare. El juny de 1957 comença el seu viatge per Europa, que dura set mesos i que passarà per França, Itàlia i Grècia. Mentre estava a França, va mantenir una relació amb l'actor Dean Martin i, fent-se passar per periodista, va intentar seduir Marlon Brando, però va fracassar. Durant la seva joventut, Hilst va ser una figura constant de la vida nocturna paulistana, però després de llegir el llibre Carta a El Greco, de l'escriptor Nikos Kazantzakis, l'autora decideix allunyar-se de la vida agitada de São Paulo. El 1964, es retira a la hisenda de la seva mare, pròxima a Campinas, mentre construeix la seva casa en una part d'aquella propietat. El 1966, acabada la construcció, Hilda Hilst es muda a Casa do Sol amb l'escultor Dante Casarini. La casa havia estat pensada per l'autora per a ser un espai d'inspiració i creació artística. El setembre del mateix any, va morir el seu pare i dos anys més tard, tot i que no li agradava la idea del matrimoni, Hilst es va casar amb Casarini i va fer construir la Casa da Lua a la platja de Massaguaçu. L'any 1980 Hilst i Casarini se separaren, tot i que van continuar vivint a la mateixa propietat. Hilda Hilst va viure la resta de la seva vida a Casa do Sol i en ella va rebre diversos escriptors i artistes, com Bruno Tolentino i Caio Fernando Abreu.
Hilda Hilst va escriure durant gairebé cinquanta anys i va ser reconeguda amb els premis literaris més importants de Brasil. El 1962, va rebre el Premi PEN Clube de São Paulo per Sete Cantos do Poeta para o Anjo. El 1969, la peça O Verdugo va guanyar el Premi Anchieta, un dels premis més importants de l'època. El mateix any, la cantata Pequenos Funerais Cantantes, composta pel seu cosí Almeida Prado, va guanyar el primer premi del Festival de Música de la Guanabara. La cantata es basa en el poema homònim d'Hilda Hilst, dedicat al poeta portuguès Carlos Maria Araújo. L'Associació Paulista de Crítics d'Art (Premi APCA) va considerar Ficções (1977) el millor llibre de l'any. El 1981, la mateixa associació li va atorgar el Gran Premi de la Crítica per al Conjunt de l'Obra. El 1984, la Cambra Brasilera del Llibre va concedir el Premi Jabuti a Cantar de Pèrdua e Predileção (1983), i, un any més tard, la mateixa obra va rebre el Premi Cassiano Ricardo (Clube de Poesia de São Paulo). Rútilo Nada, publicat el 1993, va guanyar el Premi Jabuti pel millor conte. I, finalment, el 9 d'agost de 2002, va ser premiada a la 47ª edició del Premi Moinho Santista a la categoria de Poesia.
Tot i el reconeixement i els premis obtinguts, l'autora sentia que no era llegida i li retreia al seu editor i gran amic, Massao Ohno, el poc tiratge y la poca distribució de la seva obra. Això l'afectava econòmicament i és a finals dels anys 80 quan decideix publicar una sèrie de textos pornogràfics per atreure un públic més ampli. A més a més, va donar conferències de literatura a la Universidade de Campinas durant un curs, dins del programa artista resident. En aquestes conferències parlava de les autores que la van impressionar molt (Simone de Beauvoir, Rosa Luxemburg, Teresa d'Àvila, Emily Dickinson…) i que formen part d'una llarga llista dels seus autors preferits.
Part del seu arxiu personal va ser comprat el 1995 pel Centre de Documentació Alexandre Eulálio, Institut d'Estudis del llenguatge - IEL, UNICAMP. Està obert a investigadors de tot el món i la seva biblioteca particular es troba majoritàriament a Casa do Sol, seu de l'Institut Hilda Hilst - IHH.
L'escriptora Hilda Hilst va morir la matinada del 4 de febrer de 2004 a Campinas, als 73 anys. Havia estat ingressada trenta cinc dies a l'Hospital das Clínicas da Unicamp a causa d'una cirurgia, després de caure i fracturar-se el fèmur. L'escriptora tenia una deficiència crònica cardíaca i pulmonar que va agreujar la seva condició i que va provocar una aturada múltiple d'òrgans i sistemes. Després de la seva mort, el seu amic Mora Fuentes va liderar la creació de l'Institut Hilda Hilst, que té com a primera missió el manteniment de la Casa do Sol i el seu fons cultural.

## Obres[4]

### Poesia
- Presságio - SP: Revista dos Tribunais, 1950.
- Balada de Alzira - SP: Edições Alarico, 1951.
- Balada do festival - RJ: Jornal de Letras, 1955.
- Roteiro do Silêncio - SP: Anhambi, 1959.
- Trovas de muito amor para um amado senhor - SP: Anhambi, 1959. SP: Massao Ohno, 1961.
- Ode Fragmentária - SP: Anhambi, 1961.
- Sete cantos do poeta para o anjo - SP: Massao Ohno, 1962.
- Poesia (1959/1967) - SP: Editora Sal, 1967.
- Amado Hilst- SP: Editora Sal, 1969.
- Júbilo, memória, noviciado da paixão - SP: Massao Ohno, 1974.
- Poesia (1959/1979) - SP: Quíron/INL, 1980.
- Da Morte. Odes mínimas - SP: Massao Ohno, Roswitha Kempf, 1980.
- Da Morte. Odes mínimas - SP: Nankin/Montréal: Noroît, 1998.
- Cantares de perda e predileção - SP: Massao Ohno/Lídia Pires e Albuquerque Editores, 1980.
- Poemas malditos, gozosos e devotos - SP: Massao Ohno/Ismael Guarnelli Editores, 1984.
- Sobre a tua grande face - SP: Massao Ohno, 1986.
- Alcoólicas - SP: Maison de vins, 1990.
- Amavisse - SP: Massao Ohno, 1989.
- Bufólicas - SP: Massao Ohno, 1992.
- Do Desejo - Campinas, Pontes, 1992.
- Cantares do Sem Nome e de Partidas - SP: Massao Ohno, 1995.
- Do Amor - SP: Massao Ohno, 1999.

### Ficció
- Fluxo - Floema - SP: Perspectiva, 197
- Qadós - SP: Edart, 1973.
- Ficções - SP: Quíron, 1977.
- Tu não te moves de ti - SP: Cultura, 1980.
- A obscena senhora D - SP: Massao Ohno, 1982.
- Com meus olhos de cão e outras novelas - SP: Brasiliense, 1986.
- O Caderno Rosa de Lory Lamby - SP: Massao Ohno, 1990.
- Contos D'Escárnio / Textos Grotescos - SP: Siciliano, 1990.
- Cartas de um sedutor - SP: Paulicéia, 1991.
- Rútilo Nada - Campinas: Pontes, 1993.
- Estar Sendo/ Ter Sido - SP: Nankin, 1997.
- Cascos e Carícias - crônicas reunidas (1992-1995) - SP: Nankin, 1998

### Teatre
- A Possessa - 1967.
- O rato no muro - 1967.
- O visitante - 1968.
- Auto da Barca de Camiri - 1968.
- O novo sistema - 1968.
- Aves da Noite - 1968.
- O verdugo - 1969
- A morte de patriarca - 1969

### Traduccions al català
- Del desig (Do desejo), Prometeu Edicions, 2017[9]
- Narrativa obscena (A obscena senhora D, O caderno rosa de Lory Lamby i Cartas de um sedutor), Prometeu Edicions, 2018